# Absolute Intense Wrestling
La Absolute Intense Wrestling  è una federazione di wrestling statunitense con sede a Cleveland, in Ohio. La promotion è nata nel 2005 ed è di proprietà di John Thorne e Chandler Biggins. La federazione ha in totale 5 titoli: 4 di appartenenza esclusiva alla stessa e un altro titolo femminile difeso in più federazioni.

## Titoli
| Titolo                    | Campione                         | Evento                | Data           | Luogo     |
| ------------------------- | -------------------------------- | --------------------- | -------------- | --------- |
| AIW Absolute Championship | Chuck Stone                      | Gauntlet for the Gold | 15 luglio 2023 | Cleveland |
| AIW Intense Championship  | Wes Barkley                      | Absolution XVII       | 14 luglio 2024 | Cleveland |
| AIW Tag Team Championship | Marino Tenaglia e Philly Collins | Absolution XVII       | 14 luglio 2024 | Kent      |